# Radio City Tower
La Radio City Tower (antes conocida como St. John's Beacon) es el nombre de una torre en Liverpool. Fue construida en 1969. Con 133 metros, es la más alta de la ciudad.

## Características
Fue construida como una columna de ventilación para el mercado de St. John. Fue construida en 1969 e inaugurada por la reina Isabel II. Cerca de la terraza de la torre hubo un restaurante giratorio, y en la terraza un mirador. Este dejó de girar cuando los baleros principales cerraron, y el restaurante cerró. Junto con el mirador fue cerrado en 1977 después de que el mecanismo de elevación quedase dañado. En 1983 fue reinaugurado en torno al personaje de Buck Rogers, pero volvió a cerrar un año más tarde.
Entre 1999 y 2000 fue remodelado con un costo de 5 millones de libras. Desde el 2001 tanto el mirador como el restaurante fueron combinados. Desde entonces son la sede de la estación Radio City, que le dio su nombre. También es alquilada como sala de conferencias.
La punta de la torre despliega anuncios y publicidad.